# A Musical Affair
A Musical Affair (Un assumpte musical), és el sisè àlbum d'estudi del grup de crossover clàssic internacional Il Divo, format per quatre cantants de prestigi internacional; Carlos Marín, Sébastien Izambard, David Miller i Urs Bühler.
L'àlbum va ser publicat el 5 de novembre de 2013 i compta amb la participació de cantants de la talla de Barbra Streisand, Nicole Scherzinger, Kristin Chenoweth i Michael Ball.
Els temes del disc s'inspiren en famoses obres teatrals i musicals del passat, com El Rei Lleó, El Fantasma de l'Òpera, Els Miserables o Cats, entre d'altres.
Amb aquests credencials, el treball s'havia de presentar en un teatre famós, així que es va escollir el Marquis Theatre de Broadway, a Nova York per al seu llançament el 7 de novembre.
En la versió francesa del disc "A Musical Affair" que es va publicar el 24 de novembre de 2014, s'inclouen nous temes amb cantants francesos amb temes interpretats parcialment o totalment en francès: amb Florent Pagny (Belle); Sonia Lacen (L'envie d'aimer); Anggun (Who Wants To Live Forever); Lisa Angell (Can You Feel The Love Tonight); Vincent Niclo (Le Temps des Cathédrales); Natasha St Pier (Aimer); i Hélène Segarra (Memory).
Es van editar dues edicions especials: Wicked Game Gift Edition i l'edició Wicked Game Limited Edition Deluxe Box Set. Edició limitada que inclou el CD Wicked Game; el DVD Live At The London Coliseum & un llibre de tapa dura de 150 pàgines, que conté un reportatge fotografíco en blanc i negre de Carlos, David, Sebastien i Urs al llarg de les sessions d'enregistrament de l'àlbum, durant la seva visita especial al Japó i la preparació dels seus espectacles en el London Coliseum. El llibre també conté fotografies de la banda, ja que tornen als seus països d'origen, que ens convida en les seves pròpies llars per mostrar una mica de les seves vides més enllà d'Il Divo

## Components
Il Divo
- Carlos Marín, espanyol.
- Sébastien Izambard, francès.
- David Miller, nord-americà.
- Urs Bühler, suís.

## Llista de temes

### Internacional
| Núm. | Títol                                                                                  | Composició                                         | Durada |
| ---- | -------------------------------------------------------------------------------------- | -------------------------------------------------- | ------ |
| 1.   | «Memory (song)» (musical Cats duet with Nicole Scherzinger)                            | Andrew Lloyd Webber                                | 4:28   |
| 2.   | «Can You Feel the Love Tonight?» (musical The Lion King duet with Heather Headley)     | Elton John, Tim Rice                               | 4:08   |
| 3.   | «Bring Him Home» (musical Les Misérables)                                              | Alain Boublil i Jean-Marc Natel                    | 3:25   |
| 4.   | «Tonight» (musical West Side Story)                                                    | Leonard Bernstein                                  | 2:50   |
| 5.   | «All I Ask of You» (musical The Phantom of the Opera duet with Kristin Chenoweth)      | Andrew Lloyd Webber, Charles Hart, Richard Stilgoe | 4:29   |
| 6.   | «Some Enchanted Evening» (musical South Pacific)                                       | Richard Rodgers, Oscar Hammerstein II              | 3:15   |
| 7.   | «Who Can I Turn To?» (musical The Roar of the Greasepaint – The Smell of the Crowd)    | Leslie Bricusse, Anthony Newley                    | 3:28   |
| 8.   | «Who Wants to Live Forever» (musical We Will Rock You)                                 | Brian May                                          | 3:36   |
| 9.   | «You'll Never Walk Alone» (musical Carousel)                                           | Richard Rodgers, Oscar Hammerstein II              | 3:39   |
| 10.  | «If Ever I Would Leave You» (musical Camelot)                                          | Alan Jay Lerner, Frederick Loewe                   | 3:03   |
| 11.  | «Love Changes Everything» (musical Aspects of Love duet with Michael Ball)             | Andrew Lloyd Webber                                | 3:48   |
| 12.  | «The Music of the Night» (musical The Phantom of the Opera duet with Barbra Streisand) | Andrew Lloyd Webber                                | 4:17   |

### Versió francesa
| Núm. | Títol                                                                                | Composició                        | Durada |
| ---- | ------------------------------------------------------------------------------------ | --------------------------------- | ------ |
| 1.   | «Belle» (interpretado con Florent Pagny del musical de Notre-Dame de Paris)          | Luc Plamondon, Riccardo Cocciante | 4:39   |
| 2.   | «Le Temps Des Cathédrales» (interpretado con Vincent Niclo de Notre-Dame de Paris)   | Luc Plamondon, Riccardo Cocciante | 3:17   |
| 3.   | «Memory (song)» (duet with Hélène Ségara musical Cats)                               | Andrew Lloyd Webber               | 4:23   |
| 4.   | «Can You Feel the Love Tonight» (duet with Lisa Angell musical The Lion King)        | Elton John, Tim Rice              | 4:04   |
| 5.   | «Who Wants to Live Forever» (duet with Anggun musical We Will Rock You)              | Brian May                         | 4:33   |
| 6.   | «Aimer» (duet with Natasha St-Pier musical Roméo et Juliette, de la haine à l'amour) | Gérard Presgurvic                 | 2:49   |
| 7.   | «L'envie d'aimer» (iduet with Sonia Lacen musical Les Dix Commandements.)            | Daniel Lévi                       | 5:14   |